# Reginaldo Manzotti
Reginaldo Aparecido Manzotti (Paraíso do Norte, Paraná, 25 de abril de 1969) é um sacerdote católico brasileiro.
Exerce suas funções sacerdotais como pároco do Santuário de Nossa Senhora de Guadalupe, em Curitiba.
É também cantor, compositor, escritor e apresentador de rádio e TV.

## História
Reginaldo Manzotti nasceu em Paraíso do Norte, município do noroeste do Estado do Paraná, o mais novo de seis filhos de Percília Maria e Antônio Manzotti, descendentes de italianos e católicos fervorosos. Sua mãe era do Apostolado da Oração e zeladora das Capelinhas, e seu pai vicentino.
Estudou em sua cidade natal quandos aos dez anos de idade escreveu para um seminário e, por volta de novembro de 1980, Frei Jeronimo Brodck respondeu com uma visita de moto à sua casa, levando-o para iniciar os estudos. Ele tinha onze anos quando ingressou no "Convento Imaculada Conceição", seminário de Freis Carmelitas, na localidade de Graciosa, Paranavaí, onde permaneceu até 1983, quando concluiu o ensino fundamental.
Durante os anos de formação, fez amizades e estudou música, uma de suas grandes paixões, aprendendo flauta, passando a compor canções com o instrumento. 
Cursou o ensino médio no Seminário São José, na mesma cidade. Depois, em Curitiba,  Filosofia no Instituto Vicentino de Filosofia e bacharelado em Teologia pelo Studium Theologicum, reconhecendo este curso pela Pontifícia Universidade Lateranense de Roma. Logo em seguida, partiu para fazer seu noviciado no município de Camocim de São Félix, no Estado de Pernambuco, peloperíodo de um ano.
Foi ordenado em sua cidade natal, no dia 14 de janeiro de 1995, por Dom Alberto Johannes Först, bispo de Dourados.
Num encontro com o então arcebispo de Curitiba, Dom Pedro Fedalto, recebeu um convite para voltar à capital, com a condição de que deixasse de ser carmelita para tornar-se padre diocesano secular. Reginaldo Manzotti aceitou o convite e passou cinco anos na Paróquia São José Operário, no populoso bairro Maria Antonieta, em Pinhais.
Em 2003, fundou a associação "Evangelizar é Preciso", um movimento de evangelização. No dia 26 de setembro daquele ano, a convite da rádio Colméia de Maringá, passou a retransmitir seu programa "Experiência de Deus" pela emissora da Arquidiocese local. Em 2006 seu programa passou a ser retransmitido para inúmeras emissoras parceiros pelo país.
Em 5 de fevereiro de 2005, o arcebispo Dom Moacyr José Vitti o transferiu para a Paróquia Imaculada Conceição, de Guabirotuba, onde pôde desenvolver melhor seu trabalho como comunicador. Graças à generosidade do padre Paulo Iubel, que lhe propôs uma permuta, Dom Moacyr transferiu Manzotti para a Paróquia de Nossa Senhora de Guadalupe, em 8 de janeiro de 2006.
Em 2007 adquiriu uma estação de rádio, renomeando-a para Rádio Evangelizar, que depois passou a contar com mais três emissoras, além de duas emissoras de TV,  denominadas TV Evangelizar.

## Obras
Reginaldo Manzotti é cantor, compositor e escritor.

### Discografia
| Nome                        | Formato          | Observação                                           |
| --------------------------- | ---------------- | ---------------------------------------------------- |
| Sinais do Sagrado           | Álbum de estúdio | 6ª posição no TOP 20 ABPD                            |
| Creio no Deus do Impossível | DVD              | Disco de Platina Duplo                               |
| Tá na Mão de Deus           | Álbum de estúdio |                                                      |
| Espalhar o Amor             | Single           | Parceria com Mayara e Maraísa                        |
| Tempo de Inovar             | CD e DVD         | Participação de Naiara Azevedo, Gustavo Mioto e Alok |

### Livros[13]
| Nome                                 | Observação     |
| ------------------------------------ | -------------- |
| 10 Respostas que Vão Mudar Sua Vida  |                |
| 20 Passos Para a Paz Interior (2010) |                |
| Mãe de Todos, Maria                  |                |
| Uma Oração por Dia                   | Livro infantil |
| Minha Primeira Bíblia                | Livro infantil |
| Feridas da Alma                      |                |